# Laughter Land
『Laughter Land』（ラフターランド）は、郎猫儿から発売されたボーイズラブゲームである。

## 概要
住人のほとんどが少年の異世界 Laughter Land を舞台にしたボーイズラブゲームである。選択肢によって体に埋め込まれたアライメントジェムの色が変わり、アライメントジェムの色と登場人物同士の親密度によってストーリーが分岐していくアドベンチャーゲームである。
それまでの郎猫儿の他作品同様由良が企画したが、育児なども重なり一時休業のため原画には唯月一が起用された。由良が立ち上げ、企画と原画も担当してきた郎猫儿としては初の試みである。シナリオは唯月一の紹介で長野和泉が担当した。神無ノ鳥のときに、長野和泉から唯月一に原画を頼んで以来の縁である。
しかし、セーブ時のサムネイルが表示されなかったり、強制終了などのバグにみまわれ、修正パッチによる対応を行い、希望者にはCDの交換を行うに至り、プロデューサーとしての責任を感じた由良は本作品を以て郎猫儿を離れることになった。

## アライメントジェム
アライメントジェム（ジェム）は Laughter Land の住人の体に埋め込まれている宝石である。
赤いジェムは、現実世界で関わりのあった人の一生分の幸せを用いて、少年の願いをかなえる。ただし、願いを叶えるたびに、現実世界で少年と関わりのあった人が少年の事を忘れていく。少年が大人びた行動を繰り返し「精神（と身体）の成長」をするとジェムは赤色から紫色、そして青色に変わっていき、完全に青色になってしまうと、その能力を失う。特殊な場合を除いて赤に戻る事はない。
ジェムの能力は 1ct,2ct,3ct の3段階に分けられる。1ctでは食べ物を出したり空を飛んだりといった、他人に干渉しない個人的な願いだけが叶えられる。2ctや3ctでは、他人に干渉する能力も使えるようになるが、各人が使える能力は1種類だけである。互いの個人情報を読み取ることも可能で、Laughter Land 内でのパスポートのような役割をこなす。 Laughter Land に来てジェムを身につけたばかりの頃は、体になじまず 1ct の力も十分に使いこなせない。
Laughter Land は統制区域と禁止区域に分けられているが、統制区域には赤いジェムの持ち主（赤い民・アルマンダイン）しか住めず、ジェムが青色になると禁止区域に追い出される。
ジェムは生物ではないが、人間の体に寄生し、その願いを叶えて現実世界から宿主を切り離し、ジェムに依存させていく。進化したジェムは実体のない「悪夢（ナイトメア）」となり、宿主や他の人間を飲み込んでゆく。

## ストーリーとキャラの攻略
ストーリーは、メインストーリーとキャラルートに分けられる。メインストーリーで一度クリアしないと、キャラは攻略できないようになっている。また、メインストーリーは4つに分かれている。

### メインストーリー
祭りに出かけたディックはピエロのような少年ギュレッドに会い、「望みがなんでも叶う」喜びの国 Laughter Land に導かれた。ここでは自身のもつジェムが赤い色をしている限り、願いを叶え、幸せに暮らす事ができる。
ロディやヨアンの助けを借りながら、ディックは家を建てて暮らし始める。
しかしその平穏も長くは続かない。青(セルジ)が統制区域内に進入した前後に、ディックのジェムは青い色に変わってしまう。
禁止区域に追いやられたディックはグレッグたちと出会い、行動を共にするようになり、Laughter Landの真の姿を知る。そして、ダグたちの力を借り現実世界に戻るディック。
Laughter Landでの持ち物はすべて消えてしまうはずなのだが、唯一残ったダグから託された手紙。それを届ける相手が自分の祖母だということにディックは気づく。それはいったい何を意味するものなのか。

### メインストーリー2
気がつくとディックは禁止区域にいた。グレッグの話によると、ディックは10年ほど前に統制区域を追放され、以来ここで暮らしているのだという。
以前に居た世界とは微妙に違う世界で、ディックはLaughter Landの謎に迫っていく。

### メインストーリー3
記憶を失った状態でディックはギュレッドに出会う。ギュレッドは、みんなの願いを叶える理想郷を守るために自分の手伝いをして欲しいとディックに告げる。

### 変わり始める世界
ギュレッドはいくら自身が手を差し伸べても、成長しジェムの色を変えてしまう人間そのものを見捨て、新しい理想郷を作ろうとする。
血のような赤い空に包まれた統制区域が崩壊してゆく…

## 登場人物

### 統制区域
ディック（Dick）
声 - 空野太陽
主人公。祭りの日にギュレッドと出会い、現実世界の記憶を消されてLaughter Landにやって来た。もらい物のラジオが宝物。ジェムの位置は鎖骨の間。
他人のジェムの能力を取り込んで使える、3ctの能力に目覚める。
ギュレッド（Guillered）
声 - 下和田裕貴
少年をLaughter Landに連れてくる、ピエロのような格好をした少年。
2ct。他人の記憶を消すことができる。赤の少年たちには優しいが青に対しては非常に残酷で、リースの体を用いて禁止区域の青たちを監視している。
また、赤の少年たちに青を駆り立て、殺すことを指示している。ジェムの位置は左手。
宗教団体で集団生活の中で育った過去を持つ。そのせいで人とうまく関わることが出来ない。
禁止区域のダグが弟、ディックの祖母であるマーガレット（メグ）が妹。
ロディ（Roddy）
声 - 皇 帝
時を操る能力を持つ少年。2ct。空を飛ぶことと冒険が好きで、見つけた宝は「時の止まった森」に埋めている。
現実世界では心臓を患い余命幾許もなかったが、Laughter Land では、自らの時を止めて生きながらえている。
普段はギュレッドのおかげでその事を忘れているが、思い出すと時間が進んで死にかけてしまう。
ヨアン（Ioan）
声 - 市来光弘
大魔術師ノースブルックの一番弟子。2ct。物に命を吹き込む能力を持つ。ジェムの位置はうなじ。
産まれたばかりのセルジを高い塔の上から落として殺したことを後悔し続け、雪の女王と呼ばれる麻薬に溺れる。
また、ヨアンは師匠であるノースブルック自身である。
ノースブルックの名前（Isaac=Otto=Atlee=Northbrook）の頭文字で「ヨアン」となる。
ノースブルック（Isaac=Otto=Atlee=Northbrook）
声 - 飛田展男
大魔術師であり、ヨアンの憧れる大人の姿。ギュレッドから依頼を受けて鉄騎兵や鉄騎馬などを作り出した。
トマ
声 - ヘルシー太郎
ノースブルックに命を与えられたほうき。料理や掃除などの家事をこなす。美少年が好きで、いつも口説いている。
ピエール
声 - 今夜はドギースタイル
ノースブルックに命を与えられた犬のぬいぐるみ。武士を気取り、侍言葉で話す。
コーネル（Cornel）
声 - 萩道彦
兄のオズワルドとともに統制区域の見回りをし、青を禁止区域に追いやっている。ジェムの位置はみぞおち。作中では、ディックと同じく途中で青になる。
オズワルド（Oswald）
声 - 緑川光
コーネルの兄であるが、本当はコーネルの兄がわりとして作られた鉄騎兵である。
現実世界で兄に虐待されていたコーネルが望む理想の兄として作られた。そのため、普段はコーネルに対してはとても優しい。
リーシャ
声 - まきいづみ
Laughter Land に住む唯一の女性。統制区域の出入り口のない屋敷に軟禁されている。内面は非常に幼く、子供っぽい。
過去にLaughter Landでおこった事件について、深いかかわりを持つ。

### 禁止区域
グレッグ（Greg）
声 - 鳥海浩輔
禁止区域に住む青の一人。過去には2ctで、現実世界と行き来する能力を持っていた。仲間想いで面倒見がよい。ワニでも人間のオスでも、何でも拾ってきてしまう悪癖持ち。
飼っているカイガラワニの名前はステファニー。
ダグ（Dag）
声 - 一条和矢
禁止区域に住む青の一人。眼鏡を掛け、髭を生やした中年。過去には3ctで、Laughter Land の願いをかなえるシステムを作った張本人。セルジやグレッグたちを息子のように思っている。
セルジ（Sergi）
声 - 鈴木千尋
禁止区域に住む青の一人。赤同士の間に生まれた子供。統制区域に行き、両親に会いたいと願っている。ジェムの位置は右肩。アライメントジェムの色を変えることができる。
アビー（Aby）
声 - 高城元気
禁止区域内で生まれた子供。ジェムは持っていない。孤児で、すりやかっぱらいで生計を立てていた。ザカライアに麻薬漬けにされる。
ザカライア
声 - 中井和哉
表の顔は、カジノ「ルーレティエ」の支配人。裏の顔は「サーペント」の首領。人を人として認識できないため、虫けら同然に扱う非常に残忍な男。
リース
声 - まきいづみ
禁止区域を統べる「サーペント」の首領。狡猾かつ残忍な性格で、リーシャと外見は同じだが、性格は正反対。精巧に作られた鉄騎兵。
デューイ
アビーの弟。ザカライアに殺される。
ザック（＝ザカライア）
過去にLaughter Landに連れてこられた少年。最初は心を開かず、他人の口調を真似ることでしか会話が出来なかった。過去の事件により禁止区域に追放された。

### 現実世界
マーガレット＝カークランド（マーガレット＝マクベイン）
ディックの祖母でギュレッドの妹。記憶を思い出させる能力のジェムを持つ。大人になり、ジェムは青になったがアルツハイマーになり子供の心になったため、青から再び赤となる。2ct。
2周目以降ではその能力をディックが使用する。
その他、ディックの両親、弟妹、クラスメートなどは現実世界に居るがストーリーには関わらない。

## 過去の事件
過去の統制区域でのこと。
現実世界で似た境遇にあったリーシャとザックは愛し合い、子供（セルジ）を産む。
これによりザックは青となり禁止区域に追いやられ、子供もヨアンにより殺される。(実は生きている）
リーシャ自身のジェムは「親を守りたい」というセルジの能力により赤に見えたため追放されずにすむが、
ギュレッドにより記憶をほとんど消され、軟禁状態となる。
グレッグはリーシャを愛していたため、精神の成長をし自身のジェムを青に変えてしまった。
この事件により、ギュレッドはLaughter Landに連れてくる対象を「現実世界の記憶を消した少年」に変えた。

## 関連作品
Laughter Land 消えない絆
小説。ohta BL NOVELS（太田出版）刊行、898円（税込）、ISBN 978-4-7783-1051-6
Laughter Land公式ビジュアルファンブック
B'sLOG COLLECTION（エンターブレイン）刊行、2625円（税込）、ISBN 978-4-7577-3042-7
Laughter Land ハイグルコート
ドラマCD。レディバグ発売、3150円（税抜）、規格品番 LA-D014